# Fiesta Records (USA)
Fiesta Records, kurz Fiesta, war Label der Fiesta Record Co., Inc., aus New York, das den Musikmarkt der Vereinigten Staaten mit Veröffentlichungen insbesondere aus Lateinamerika und Europa von 1952 bis 1992 bediente.

## Geschichte
Fiesta Records wurde im Jahre 1952 von Jose Morand, Band-Leader einer von ihm ins Leben gerufenen gleichnamigen Formation, gegründet, um lateinamerikanische Musik bei US-amerikanischen Radiostationen unterstützend zu promoten. Mit diesem Schritt wurde angedacht den bestehenden Problemen bezüglich der Reduzierung von Veröffentlichungen in jenem Musikgenre durch die heimische Musikindustrie entgegenzuwirken. Zur Umsetzung jenes Vorhabens nutze Fiesta ausschließlich den Hermanos Marquez Katalog der Pemora Music Company. Aufnahmen in anderen musikalischen Bereichen sollten anfänglich keine Veröffentlichung finden. Ein Umstand der sich Laufe der Geschichte des Labels dahingehend änderte, dass zunehmend Schallplatten mit Beiträgen von Musikschaffenden auch außerhalb der lateinamerikanischen Staaten, insbesondere Europa, ihren Weg in die Verkaufsgeschäfte fanden. Hierzu gehörten unter anderem Charles Aznavour, die Black Watch Pipe Band, John McCormack, Jossele Rosenblatt, Boris Rubaschkin und Claudio Villa.
Die letzte bekannte Veröffentlichung datiert auf das Jahr 1992, einer Kompilation auf Musikkassette mit Charles Aznavour (FMC - 2067). Im Folgenden sind keine weiteren Aktivitäten der Fiesta Record Co., Inc. mehr zu verzeichnen.